# Министерство культуры и туризма Турецкой Республики
Министерство культуры и туризма Турецкой Республики — орган исполнительной власти Турции в подчинении президента Туреции, осуществляющий регулирование в сфере культуры и туризма. 

## История
Создано законом № 4848 от 16 апреля 2003 года. Реорганизовано указом президента Турции от 10 июля 2018 года.

## Обязанности
Обязанности Министерства культуры и туризма:
- исследование и развитие культурных и туристических ценностей
- обеспечение недвижимого имущества, связанного с инвестициями в культуру и туризм
- охрана исторических рукописей

## Структура
- Главное управление изобразительных искусств
- Главное управление культурного наследия и музеев
- Главное управление библиотек и изданий
- Главное управление авторских прав
- Главное управление кино
- Главное управление инвестиций и операций
- Главное управление исследований и образования
- Главное управление продвижения
- Инспекционная комиссия
- Управление по разработке стратегии
- Департамент Европейского Союза и внешних связей
- Отдел кадров
- Отдел вспомогательных услуг
- Главное управление юридических услуг[4]
- Консалтинг по прессе и связям с общественностью
- Частный секретариат

- Губернские управления культуры и туризма

### Советы / Филиалы
- Главное управление государственной оперы и балета
- Главное управление государственных театров
- Управление авторских работ Турции
- Турецкое агентство по сотрудничеству и координации
- Иностранные турки и родственники
- Ататюркский институт культуры, языка и истории
- Главное управление фондов
- Управление истории исторических войн и Галлиполи в Чанаккале

### Регулирующая организация
- Верховный Совет по радио и телевидению

## Министры
- Эркан Мумджу[англ.] (14 марта 2003 — 15 февраля 2005)
- Атилла Коч[англ.] (21 февраля 2005 — 29 августа 2007)
- Эртугрул Гюнай (29 августа 2007 — 24 января 2013)
- Омер Челик (24 января 2013 — 28 августа 2015)
- Ялчин Топчу (28 августа 2015 — 17 ноября 2015)
- Махир Унал (24 ноября 2015 — 24 мая 2016)
- Наби Авджи (24 мая 2016 — 18 июля 2017)
- Нуман Куртулмуш (19 июля 2017 — 10 июля 2018)
- Мехмет Нури Эрсой (с 10 июля 2018)